# Битва під Чорнобилем (1920)
Битва під Чорнобилем (1920) — це битва, яка відбулась 27 квітня 1920 року неподалік від міста Чорнобиль, на північ від Києва, під час походу польських військ на Київ. Битва відома як найбільша річкова битва періоду польсько-радянської війни.

## Хід битви
Під час польського наступу на Київ, який утримували частини Червоної армії, 9-та піхотна дивізія генерала Владислава Сікорського отримала завдання зайняти Чорнобиль, що був найбільшим річковим портом на Прип'яті. На той час місто було тилом частин Червоної армії, дислокованих між Прип'яттю та Тетеревом, а його річковий порт забезпечував підтримку дій червоної Дніпровської флотилії в усті Прип'яті. Для захоплення Чорнобиля генерал Сікорський сформував бойову групу під командою майора кавалерії Яворського, яка складалася з підрозділів піхоти, важкої та польової артилерії. Підтримку бойовій групі надавав загін Пінської флотилії у складі п'яти кораблів (1 броньований та 4 звичайних пароплави).
25 квітня 1920 року о 4-й годині польська бойова група почала наступ з Демовічського тракту вздовж Прип'яті у напрямку Чорнобиля. Паралельно з наступом сухопутних військ розпочався і наступ польських кораблів на Прип'яті. В той же день вечері частини Яворського обстріляли підрозділи Дніпровської флотилії. У бою взяли участь більш слабко озброєні польські катери, які завдали ушкоджень одному кораблю, а інший був вимушений відступити вниз за течією. Це дозволило в Кошаровці захопити човни для транспортування польської піхоти та артилерії. Майор Яворський розділив групу на дві колони. Перша під його власним командуванням мала наступати вздовж Прип'яті і при підтримці сил річкової флотилії завдати удару по Чорнобилю з півночі. Друга колона, на чолі з К. Галінським, повинна була наступати на Чорнобиль з заходу через Залісся. Обидві колони мали вступити в бій за Чорнобиль одночасно 27 квітня на світанку. Місто утримували 61-ша стрілецька бригада та 12 кораблів Дніпровської флотилії.
Бій за місто почався з бою колони Яворського за село Лойове, де польські війська зіткнулися зі спротивом 61-ї стрілецької бригади та кораблів Дніпровської флотилії. При підтримці польських кораблів, які прийшли на допомогу сухопутним частинам, війська Яворського прорвали оборону Червоної армії і підійшли до Чорнобиля. Тим не менш, це сталось пізніше за колону Галінського, яка підійшла до міста ще о 4-й ранку. Попри сильний спротив червоних та обстріли з кораблів, авангард другої колони, зайняв цвинтар та пояс садів, що оточували місто з заходу. Через годину підійшла колона Яворського та сили Пінської флотилії. Їх смілива атака за короткий час зламала оборону червоних, змусивши їх поспішно відступити. Відбувся бій між польським сторожовим катером Panzer 1 і 4 озброєними човнами та 6 канонерками Дніпровської флотилії. Бій перетворився на погоню польської флотилії за супротивником на відстань більш ніж 25 км. Під час цього переслідування розгорнувся ще один бій нижче за течією, приблизно о 10 годині снаряд випущений з «Panzer 1» влучив в камеру боєприпасів канонерського човна «Губительный», який затонув разом з екіпажем. Також було серйозно пошкоджено ще два кораблі Дніпровської флотилії.
Переслідування було зупинено через дві години, коли Panzer 1 почав набирати воду у носову частину. Це сталось через віддачу погано змонтованої гірської гармати, що призвело до послаблення заклепок підводної частини судна, яка дала теч. Пізніше Panzer 1 був відремонтований в Чорнобильському порту.

## Наслідки
Внаслідок бою Дніпровська флотилія відступила до устя Прип'яті, а польські війська зайняли Чорнобиль. У порту полякам як трофеї дістались один пошкоджений канонерський човен Прыткий, 4 озброєних кораблі та 3 моторизовані човни, які пізніше увійшли до складу Пінської флотилії.
Прямим наслідком перемоги поляків у битві під Чорнобилем став вихід кораблів Дніпровської флотилії з Прип'яті. Пізніший рейд червоних військових катерів під Чорнобилем 28 квітня призвів лише до захоплення польського транспортника Т-2. Щоб уникнути подібних рейдів в майбутньому, польські війська почали відновлення берегових батарей, що мали перешкодити активності Дніпровської флотилії. Зокрема, берегова батарея була відновлена в районі устя Прип'яті, поблизу села Теремче. Тим не менш, вже 8 травня 1920 року червоні канонерки підійшли до Лойова, через слабкість польських берегових батарей у боротьбі з Дніпровською флотилією.